# Panaitios
Panaitios (ca. 185 f.Kr. - 109 f.Kr.) var en græsk stoisk filosof. Han var den første repræsentant for den mellemste stoicisme.
Han stod for en etik, der var mere praktisk orienteret for almindelige mennesker end de oprindelige stoiske idealer, og han forsøgte at bringe idealerne tættere på de naturlige impulser. Han mente, at visse behagelige følelser var i overensstemmelse med naturen. Han afviste således det kyniske islæt i den ældre stoicisme.
Panaitios havde gode kontakter til ledende romere i sin samtid, og Cicero gjorde i sit værk De officiis (Om pligterne) udstrakt brug af Panaitios' nu tabte skrift om pligten.
Han fik en elev, der kom til overgå ham i lærdom og indflydelse: Poseidonios (135 f.Kr. - 51 f.Kr.).